# Казираги, Леонарда Анджела
Леонарда Анджела Казираги, широко известная как Доддамма (18 октября 1922, Бьяссоно, Ломбардия — 27 августа 2011, Дхарвад, Карнатака) — натурализованная индийская католическая миссионерка и социальный работник итальянского происхождения, известна своей медицинской службой в Дхарваде, в южном индийском штате Карнатака. В 1958 году она основала небольшой медицинский диспансер в Дхарваде, который позже превратился в полноценную больницу под названием «Благотворительная больница Богоматери Лурдской». Она приехала в Индию в 1955 году и три года работала в Мангалуре и Хайдарабаде, прежде чем основала медицинское учреждение в Дхарваде. Будучи членом конгрегации сестёр милосердия святых Бартоломеи Капитанио и Винченцы Герозы, она была администратором больницы и её дочернего предприятия, Школы медсестёр Богоматери Лурдской, с момента их основания. В 1998 году правительство Индии наградило её четвёртой высшей гражданской наградой Падма Шри за заслуги перед обществом. 
Казираги умерла 27 августа 2011 года в Дхарваде.